# Eklipta
Eklipta (lat. Eclipta), biljni rod iz porodice glavočika raširen po suptropskom i tropskom Novom i Starom svijetu, dvije vrste su iz Australije.
Od 10 vrsta u Hrvatskoj raste polegla eklipta, E. prostrata .

## Vrste
1. Eclipta alatocarpa Melville
2. Eclipta alba (L.) Hassk.
3. Eclipta angustata Umemoto & H.Koyama
4. Eclipta elliptica DC.
5. Eclipta leiocarpa Cuatrec.
6. Eclipta megapotamica (Spreng.) Sch.Bip. ex S.F.Blake
7. Eclipta platyglossa F.Muell.
8. Eclipta prostrata (L.) L.
9. Eclipta thermalis Bunge
10. Eclipta turkica Yild.

## Sinonimi
- Abasoloa La Llave; La Llave & Lex., Nov. Veg. Descr. 1: 11 (1824)
- Clipteria Raf.; New Fl. 2: 44 (1837)
- Ecliptica Rumph. ex Kuntze; Revis. Gen. Pl. 1: 334 (1891), nom. superfl.
- Eupatoriophalacron Mill.; Gard. Dict. Abr. ed. 4.: s.p. (1754), nom. rej.
- Micrelium Forssk.; Fl. Aegypt.-Arab.: 152 (1775)
- Paleista Raf.; New Fl. 2: 43 (1837)
- Polygyne Phil.; Linnaea 33: 170 (1864)